# Parinacota (miejscowość)
Parinacota – wioska w północnym Chile, w regionie Arica y Parinacota. W 2002 roku miejscowość liczyła 29 osób. Znajduje się w niej cenny kościółek z XVII wieku.

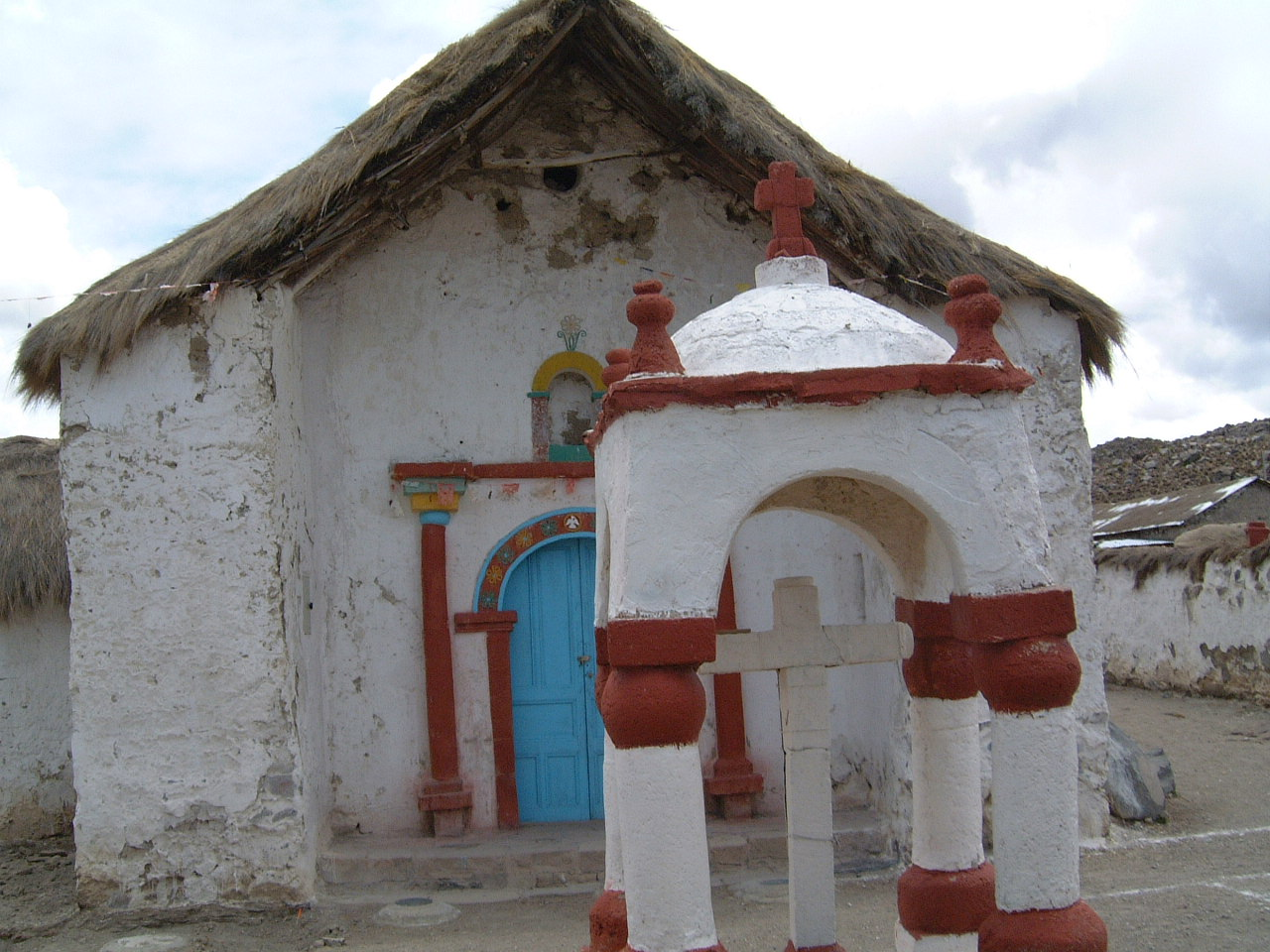
Kościół.